# 万扎盖洛
万扎盖洛（義大利語：Vanzaghello），是意大利米兰省的一个市镇。总面积5平方公里，人口5256人，人口密度1051.2人/平方公里（2009年）。国家统计（ISTAT）代码为015249。